# Vårfrukyrka församling
Vårfrukyrka församling var en församling i Uppsala stift och i Enköpings kommun i Uppsala län. Församlingen uppgick 1972 i Enköpings församling.

## Administrativ historik
Församlingen har medeltida ursprung och utgjorde ursprungligen ett eget pastorat.  Omkring 1300 utbröts Sankt Ilians församling och därefter till 1972 var församlingen annexförsamling i pastoratet Enköping och Vårfrukyrka. Församlingen uppgick 1972 i Enköpings församling.

## Kyrkor
- Vårfrukyrkan